# George Basevi
Pour les articles homonymes, voir Basevi (homonymie).
George Basevi, né le 1er avril 1794 et mort le 16 octobre 1845, est un architecte anglais.

## Réalisations à Londres

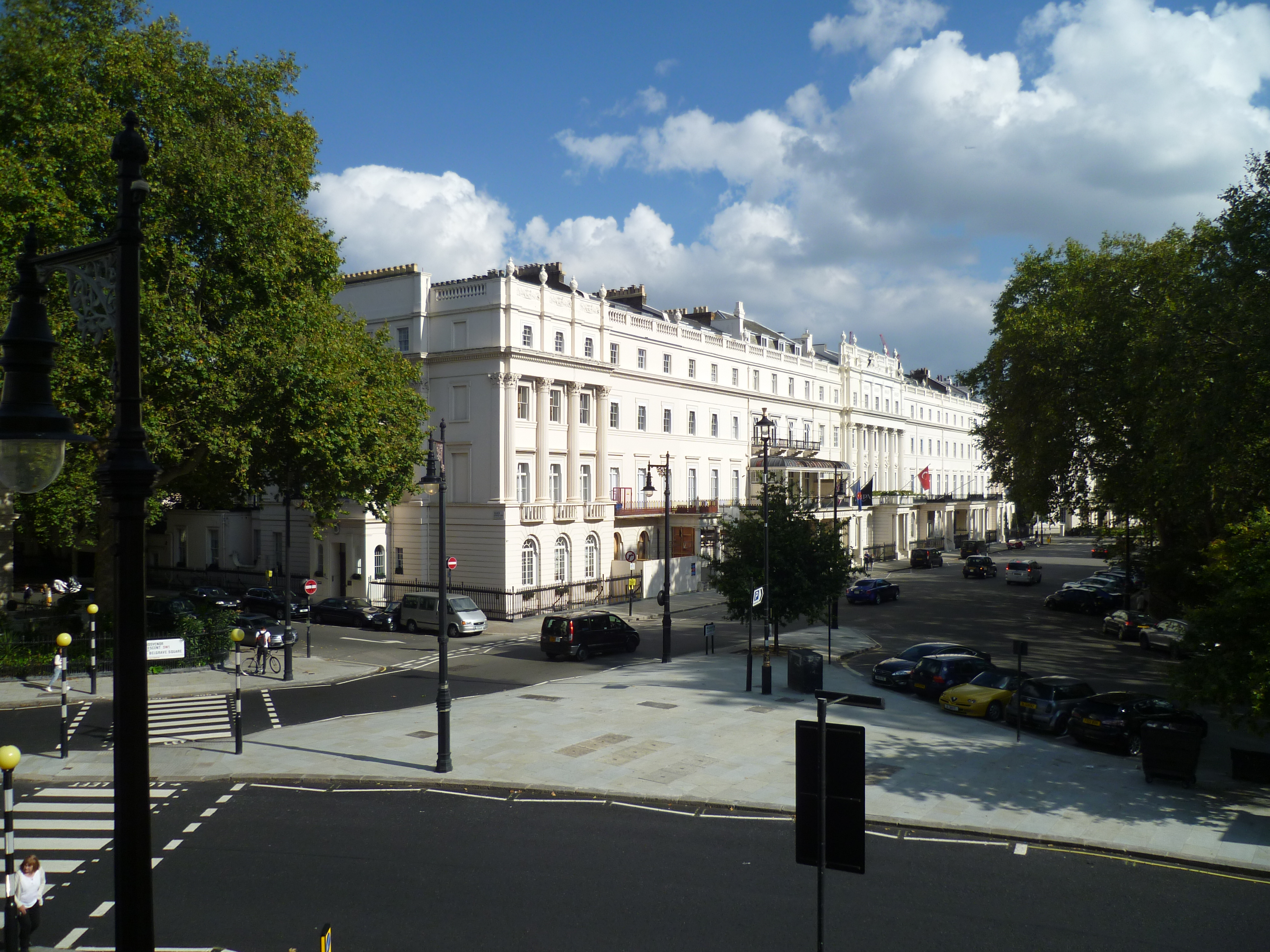
Vue de Belgrave Square.

- Belgrave Square[1].
- Egerton Crescent.
- Pelham Crescent.